# 110e méridien ouest

110e méridien traversant le canada

En géographie, le 110e méridien ouest est le méridien joignant les points de la surface de la Terre dont la longitude est égale à 110° ouest.

## Géographie

### Dimensions
Comme tous les autres méridiens, la longueur du 110e méridien correspond à une demi-circonférence terrestre, soit 20 003,932 km. Au niveau de l'équateur, il est distant du méridien de Greenwich de 12 245 km,.
Avec le 70e méridien est, il forme un grand cercle passant par les pôles géographiques terrestres.

### Régions traversées
En commençant par le pôle Nord et descendant vers le sud au pôle Sud, Le 109e méridien ouest passe par:
| Coordonnées           | Pays, territoire ou mer | Notes |
| --------------------- | ----------------------- | --- |
| 90° 00′ N, 110° 00′ O | Océan Arctique          | |
| 78° 41′ N, 110° 00′ O | Canada                  | Frontière Territoires du Nord-Ouest / Nunavut — Île Borden |
| 78° 19′ N, 110° 00′ O | Détroit de Wilkins      | |
| 78° 07′ N, 110° 00′ O | Canada                  | Frontière Territoires du Nord-Ouest / Nunavut — Île Mackenzie King |
| 77° 55′ N, 110° 00′ O | Étendue d'eau sans nom  | |
| 76° 28′ N, 110° 00′ O | Canada                  | Frontière Territoires du Nord-Ouest / Nunavut — Île Melville |
| 76° 14′ N, 110° 00′ O | Baie Eldridge (en)      | |
| 75° 54′ N, 110° 00′ O | Canada                  | Frontière Territoires du Nord-Ouest / Nunavut / Nunavut border — Île Melville (sur environ 2 km) |
| 75° 53′ N, 110° 00′ O | Baie de Sabine (en)     | |
| 75° 33′ N, 110° 00′ O | Canada                  | Frontière Territoires du Nord-Ouest / Nunavut — Île Melville |
| 74° 50′ N, 110° 00′ O | Canal de Parry          | Détroit du Vicomte-Melville |
| 72° 59′ N, 110° 00′ O | Canada                  | Frontière Territoires du Nord-Ouest / Nunavut — Île Victoria Nunavut — à partir de 70° 00′ N, 110° 00′ O sur l'île Victoria |
| 68° 37′ N, 110° 00′ O | Golfe du Couronnement   | |
| 68° 06′ N, 110° 00′ O | Canada                  | Nunavut — Îles Jameson (en) et le continent Territoires du Nord-Ouest — à partir de 65° 10′ N, 110° 00′ O, passe par le Grand lac des Esclaves Saskatchewan — à partir de 60° 00′ N, 110° 00′ O, passe par Lac Athabasca, environ 400m à l'est de la frontière avec l'Alberta |
| 49° 00′ N, 110° 00′ O | États-Unis              | Montana Wyoming — à partir de 45° 01′ N, 110° 00′ O Utah — à partir de 41° 01′ N, 110° 00′ O Arizona — à partir de 37° 00′ N, 110° 00′ O |
| 31° 20′ N, 110° 00′ O | Mexique                 | Sonora — passe juste à l'ouest de Ciudad Obregón à 27° 29′ N, 109° 56′ O |
| 27° 04′ N, 110° 00′ O | Golfe de Californie     | |
| 24° 08′ N, 110° 00′ O | Mexique                 | Basse-Californie du Sud |
| 22° 53′ N, 110° 00′ O | Océan Pacifique         | |
| 60° 00′ S, 110° 00′ O | Océan Austral           | |
| 74° 27′ S, 110° 00′ O | Antarctique             | Liste des territoires non revendiqués — passe par la Côte de Walgreen de la Terre Marie Byrd |